# بسينغبورن كوم كنيسورث (كامبريدجشير)
بسينغبورن كوم كنيسورث (بالإنجليزية: Bassingbourn cum Kneesworth)‏ هي أبرشية مدنية تقع في المملكة المتحدة في إنجلترا. يقدر عدد سكانها بـ 3,583 نسمة .

## أعلام
- لوك بيري